# Chrysolina bourdonnei
Chrysolina bourdonnei es un coleóptero de la familia Chrysomelidae.
Fue descrita científicamente en 2005 por Daccordi & Ruffo.